# Alela Diane
Alela Diane Menig (* 20. April 1983 in Nevada City, Kalifornien) ist eine US-amerikanische Singer-Songwriterin.

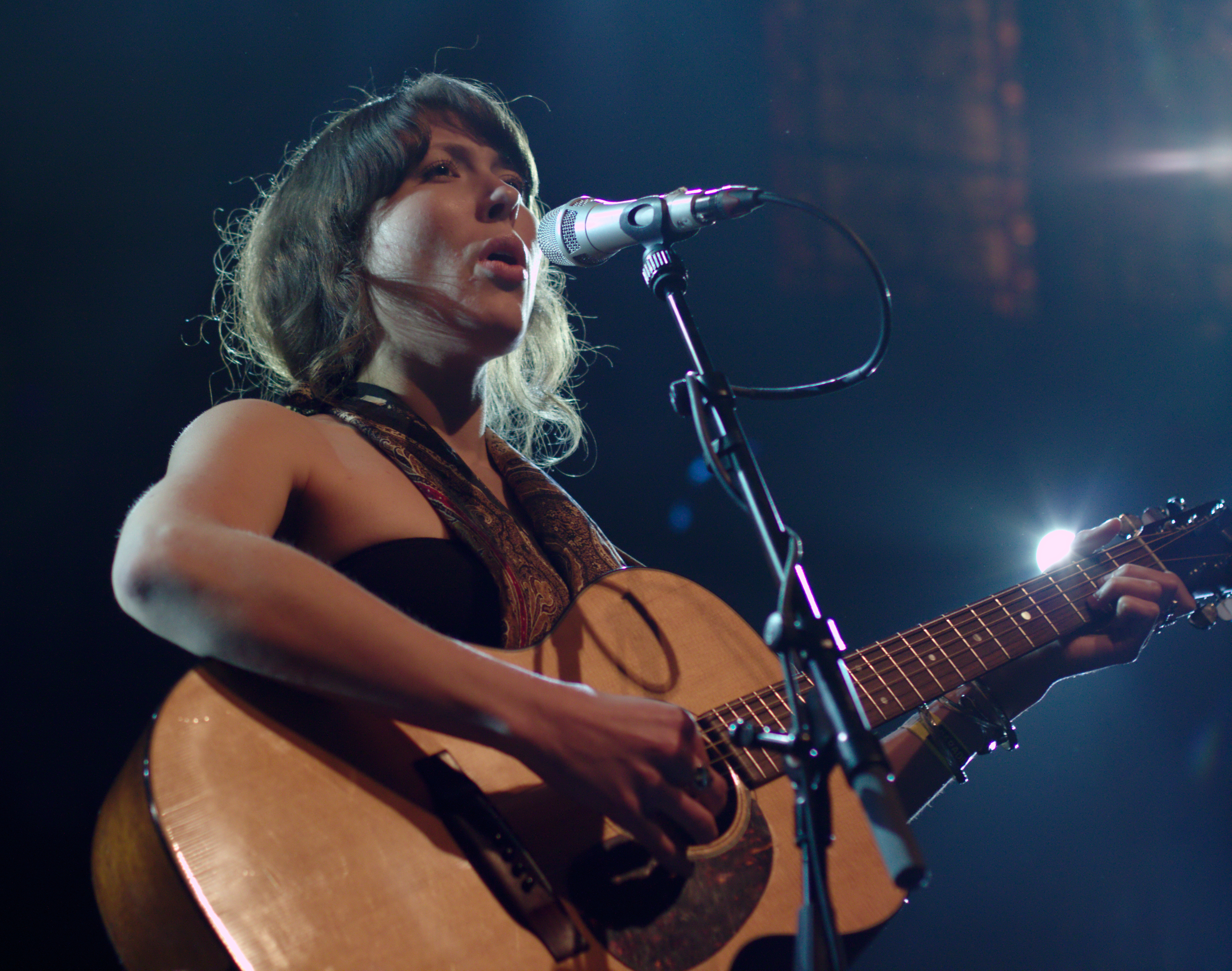
Alela Diane 2009 in Amsterdam

## Leben
Alela Diane wurde 1983 in Nevada City geboren. 2003 hat sie ihren ersten Sampler Forest Parade produziert und unter der Familie und Freunden verteilt. 2004 veröffentlichte sie ihr erstes richtiges Album Pirate’s Gospel. Die Aufnahmen entstanden im Studio ihres Vaters Tom Menig. 2006 begleitet Diane Bands wie The Decemberists, Vashti Bunyan, Iron & Wine oder Akron/Family und sammelt so Bühnenerfahrungen.
Ihren Sound hat Joanna Newsom, neben Devendra Banhart und CocoRosie, entscheidend mitgeprägt. Newsom war auch diejenige, die Alela Diane ihren ersten eigenen öffentlichen Auftritt ermöglichte. Aber erst mit der Veröffentlichung in Großbritannien erlangte sie Bekanntheit. 2009 erschien ihr nächstes Werk To Be Still.
2010 heiratete Diane ihren Freund, den Musiker Thomas McGee Bevitory, mit dem sie die meisten Stücke ihres dritten Albums „Alela Diane & Wild Divine“ (2011) schrieb. Diese Beziehung hielt aber nicht lange. 2022 erschien ihr achtes Album Looking Glass.
Alela Diane ist ein zweites Mal verheiratet und hat zwei Töchter. Mit ihrer Familie lebt sie in Portland.

## Diskografie
- 2003: Forest Parade
- 2004: Pirate’s Gospel
- 2009: To Be Still
- 2011: Alela Diane & Wild Divine
- 2013: About Farewell
- 2015: Cold Moon [mit Ryan Francesconi]
- 2018: Cusp
- 2021: Live At The Map Room [mit Heather Woods Broderick & Mirabai Peart]
- 2022: Looking Glass
- 2023: It’s Always Christmas Somewhere [mit The Hackles]